# Relations entre la Hongrie et la Pologne
Les relations entre la Pologne et la Hongrie se réfèrent aux relations bilatérales entre la Pologne et la Hongrie. La Pologne a une ambassade à Budapest et la Hongrie a une ambassade à Varsovie. Les deux pays sont membres à part entière de l'Union européenne, de l'OTAN et du Groupe de Visegrád.
La Pologne et la Hongrie ont entretenu des liens très importants depuis des siècles, notamment en combattant les mêmes adversaires (Empire mongol, Horde d'or, Empire ottoman, maison de Habsbourg, Empire russe, Union soviétique). En 2007, les parlements des deux pays ont voté la création d'une « journée de l'amitié hungaro-polonaise » qui a lieu chaque année le 23 mars.

## Histoire

### Moyen Âge
Les peuples polonais et hongrois se convertissent au christianisme de manière presque simultanée sur une période allant du Xe au XIe siècle. Cette simultanéité se retrouve dans les dates de naissances respectives de leurs Etats. Les historiens reconnaissent généralement la date de 966 (baptême de Mieszko Ier) comme marquant la date de fondation de la Pologne, tandis que le début du royaume de Hongrie est estimé en 1001 (baptême de Étienne Ier), ce qui ne fait que trente-cinq ans d'écart. À la suite de ces choix, les deux royaumes deviennent les parties les plus orientales du monde catholique, et s'arriment donc à l'Occident chrétien face au monde orthodoxe.
L'absence de fils de Casimir III le Grand l'amène à choisir comme héritier le roi de Hongrie Louis Ier, qui est aussi son neveu. Le souverain privilégie la gouvernance de son premier royaume et laisse la régence de la Pologne à sa mère. Les deux États restent ainsi distincts, en dépit d'un « imaginaire national hongrois » qui évoque les « trois mers hongroises » (Adriatique, Baltique et mer Noire).

### DuXVIeauXVIIIesiècle
La Hongrie perd son indépendance à la suite de la bataille de Mohács (1526), où son armée est décimée et son souverain tué. L'empire ottoman prend le contrôle d'une partie du pays mais est ensuite arrêté par des hongrois qui se sont mis sous l'autorité des autrichiens. Ces derniers contrôlent la partie occidentale du pays (Hongrie royale) tandis que l'est (principauté de Transylvanie/royaume de Hongrie orientale) reste indépendant mais avec un statut de vassal de l'Empire ottoman. Ce morcellement de la Hongrie modifie la nature bilatérale de la relation avec la Pologne car si les Habsbourg sont bien les possesseurs légaux de la couronne hongroise, ils ne laissent aucune liberté de décision à leurs sujets magyars. Les princes de Transylvanie peuvent donc aussi être considérés comme représentants des volontés du peuple hongrois. L'un d'entre eux, Étienne Báthory, est élu roi de Pologne en 1576. Il règne jusqu'à 1586. Son règne est considéré par plusieurs historiens polonais comme étant l'« l’une des
périodes les plus florissantes de l’histoire polonaise ».
En 1657, le prince de Transylvanie Georges II Rákóczi essaie d'envahir la Pologne par le sud, conformément à un plan d'alliance qu'il a fait avec Charles X Gustave et Frédéric-Guillaume Ier de Brandebourg. Rakóczi est vaincu et repoussé dans son territoire par des troupes dirigées par la maison Lubomirski. C'est la seule fois dans l'Histoire où des armées hongroises et polonaises s'affrontent directement. Cette attaque était d'abord motivée par un opportunisme princier momentané et les relations entre les deux Etats s'améliorent rapidement. Le mouvement des Malcontents puis la révolte de François Rákóczi (fils de Georges II) contre les Habsbourg sont ainsi soutenus par les élites polonaises. Entre temps, l'intervention victorieuse de Jean III Sobieski au siège de Vienne (1683) avait permis aux autrichiens de repousser les ottomans du territoire hongrois, qui se retrouvait en grande partie unifié. Les hongrois étaient cependant toujours sous domination étrangère, cette fois-ci autrichienne, d'où leur mécontentement et leur tentative de révolte.
En 1795, la Pologne perd sa souveraineté. Elle se retrouve dans une situation similaire à celle de la Hongrie et durant tout le siècle suivant, les relations entre les deux nations se feront uniquement par le biais d'individus et non d'institutions.

### DuXIXesiècleà 1918
Durant la révolution hongroise de 1848, de nombreux polonais se portent volontaires pour aider les magyars à se libérer de la domination des Habsbourg. Certains d'entre eux deviennent même des généraux de l'armée insurgée. Le plus célèbre d'entre eux, Józef Bem, est aujourd'hui encore considéré comme un héros national hongrois.

### Entre-deux guerres
Les deux pays recouvrent leur indépendance à la suite du traité de Versailles, mais dans des circonstances très différentes. La Pologne est la nation la plus favorisée par les grandes puissances: elle recouvre des frontières larges, similaires à celles qu'elle avait avant le premier partage. A l'inverse, la Hongrie est réduite des deux-tiers par le traité de Trianon. Les deux pays ont donc des attitudes très différentes envers le découpage territorial de l'Europe : la Hongrie est révisionniste tandis que la Pologne y trouve son compte. La création de la Tchécoslovaquie par le traité de Versailles entraine par ailleurs la disparition d'une frontière commune qui avait toujours existée (en dehors des périodes de non-indépendances) entre les deux Etats.

### De 1945 à la fin de la guerre froide
Après-guerre, la Pologne et la Hongrie se retrouvent dans la sphère d'influence soviétique. Des régimes communistes (république populaire de Hongrie, république populaire de Pologne) sont proclamés dans les années suivantes. Les deux pays se voient forcés par l'URSS à refuser l'aide du plan Marshall. Ils sont aussi contraints d'adhérer au pacte de Varsovie. En 1956, la population polonaise se mobilise massivement contre la tutelle soviétique. Elle obtient un apparent gain de cause en octobre avec la nomination au pouvoir de Władysław Gomułka, un communiste non-stalinien. Ce succès polonais, qu'ils ont suivi avec attention, motive les hongrois à se révolter à leur tour. Ces deux mouvements populaires, s'ils sont finalement réprimés, affaiblissent quand même la mainmise soviétique en Europe centrale et orientale.
En 1989, les deux pays sont pionniers dans le mouvement de libération de l'Europe centrale vis à vis du communisme. Avant même la chute du mur de Berlin, ils organisent des élections libres.

## Relations contemporaines
En 1991, la Hongrie et la Pologne deviennent membres fondateurs du groupe de Visegrád. Les deux pays font partie de la première vague d'adhésion à l'OTAN des anciens pays communistes. Elles adhèrent ensuite à l'Union Européenne en 2004, aux côtés de dix autres pays.